# تشانغ تشن
تشانغ تشن (بالصينية: 张晨) (17 ديسمبر 1981 بشانغهاي في الصين - ) هو لاعب كرة قدم صيني في مركز حراسة المرمى. لعب مع شانغهاي غرينلاند شينهوا ونادي غويزهو رينهي وChengdu Tiancheng F.C. ‏ ونادي شانغهاي بودونغ لكرة القدم وShenyang Dongjin F.C. ‏.

## وصلات خارجية
- تشانغ تشن على موقع قاعدة بيانات كرة القدم.إي يو (الإنجليزية)